# 安东尼奥·吉斯兰佐尼

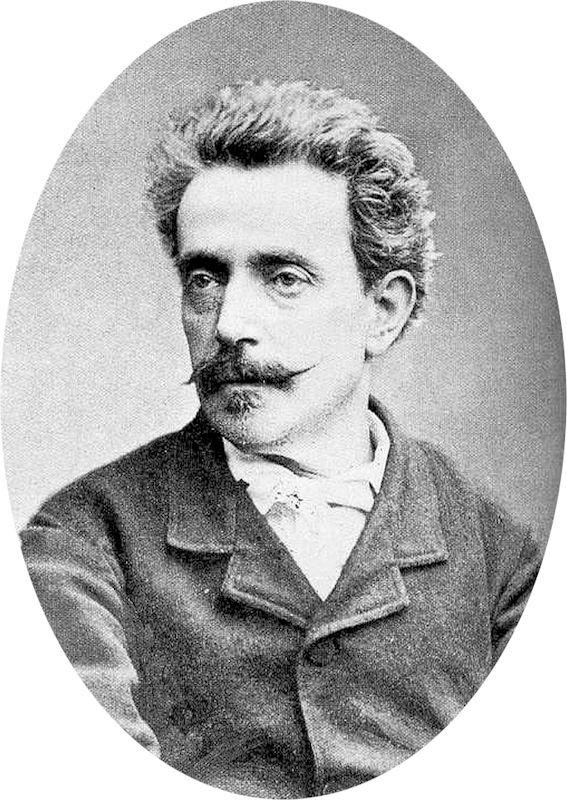
安东尼奥·吉斯兰佐尼

安东尼奥·吉斯兰佐尼（1824年11月25日– 1893年7月16日）是意大利记者、诗人和小说家，阿依達和命運之力的修订版的劇本就是由其創作的。他還是一名无神论者。 